# Хватачево
Хватачево — деревня в Ковровском районе Владимирской области России, входит в состав Малыгинского сельского поселения.

## География
Деревня расположена в 12 км на север от центра поселения деревни Ручей и в 16 км на северо-запад от райцентра города Ковров в 1 км от ж/д станции Большаково на линии Новки — Иваново.

## История
До 1867 года Хватачево было деревней и состояло в приходе села Большие Всегодичи; в означенном году усердием прихожан в Хватачеве построена церковь и при ней открыт самостоятельный приход. Церковь зданием каменная, с таковою же колокольнею и оградою. В ней устроены по одной прямой линии три престола, отделенные друг от друга деревянными, оштукатуренными с обеих сторон, стенами. Главный средний престол освящен 19 ноября 1867 года в честь Боголюбской иконы Божией Матери, южный придельный освящен 20 июня 1868 года во имя святого пророка Илии и северный придельный освящен 30 сентября 1868 года во имя святого и чудотворного Николая. 
В конце XIX — начале XX века село входило в состав Всегодической волости Ковровского уезда, с 1924 года — в Савинской укрупнённой волости Ковровского уезда.
С 1929 года Хватачево входило в состав Авдотьинского сельсовета, позднее и вплоть до 2005 года — в состав Большевсегодического сельсовета (с 1998 года — сельского округа) Ковровского района.

## Население
| 1859 | 1905 | 1926 | 2002 | 2010 | 2021 |
| ---- | ---- | ---- | ---- | ---- | ---- |
| 293  | ↗353 | ↘305 | ↘16  | ↘6   | ↗38  |

## Русская православная церковь
В селе находится недействующая Церковь Боголюбской иконы Божией Матери (1867).